# 명례현
명례현(1926년 4월 14일 ~ )은 조선민주주의인민공화국의 전 축구 감독이다. 한국 언론에 명래현으로도 표기되고 있어 정확한 이름은 확인이 필요하다.

## 선수 경력
모란봉체육단에서 활약하였다.

## 감독 경력
1960년부터 조선민주주의인민공화국 축구 국가대표팀 감독에 취임하였고, 1966년 FIFA 월드컵에서 조선민주주의인민공화국 축구 국가대표팀을 이끌며 사성 첫 번째로 월드컵 무대를 밟는 조선민주주의인민공화국 감독이 되었다. 월드컵 본선에서는 일명 '사다리 전술'로 팀의 8강 진출을 이끌었다.